# Winthrop-Gletscher
Der Winthrop-Gletscher ist ein großer Gletscher an der Nordostseite des Mount Rainier im US-Bundesstaat Washington. Benannt nach Theodore Winthrop, bedeckt die Eiskappe etwa 9,1 km² und hat ein Volumen von 523 Millionen Kubikmetern. Beginnend bei über 14.300 ft (ca. 4.360 m) am Columbia Crest streckt sich der Gletscher nordwärts und fließt steil über das unebene Gelände am Mount Rainier talwärts. Ein weiterer Gletscher, der Emmons-Gletscher, ist mit ihm bis zum Steamboat Prow direkt verbunden. Nach Passage des Prow trennen sich die Gletscher; der Emmons wendet sich ost-nordostwärts und der Winthrop setzt seinen Weg nach Nordosten fort. Sobald das Gelände ebener wird, wird der Winthrop-Gletscher stark von Geröll bedeckt; er endet in einem Wald auf etwa 4.900 ft (ca. 1.490 m) Höhe. Das Schmelzwasser des Gletschers speist den White River.

## Schuttströme
Der Gletscher ist einer von vieren am Mount Rainier, die für die von ihnen ausgelösten Schuttströme verantwortlich sind. Ähnliche Ströme rufen der Nisqually-, der Kautz- und der South-Tahoma-Gletscher hervor.